# 大島将哉
大島 将哉（おおしま まさや、10月12日 - ）は、日本の男性声優。大阪府出身。

## 人物
青二塾大阪校16期卒業。
かつては青二プロダクション、ぷろだくしょんバオバブに所属していた。
趣味は映画・音楽鑑賞、作詞、サイクリング、ネコ観察。
資格は普通自動車免許。

## 出演作品

### テレビアニメ
2001年
- はじめの一歩（学生達）

2002年
- Kanon（男子生徒）
- ちびまる子ちゃん（配達員）
- 十二国記（王師兵、船乗り、宿屋の男）
- ちょびっツ（店主、男）

2007年
- 瀬戸の花嫁（男A）

2009年
- スキップ・ビート!（司会男）

### 劇場アニメ
- パルムの樹（ゲリラ）

### ドラマCD
- グラニュ・レイテッドハピネス（トリカゼ）
- テイルズ オブ ファンタジア なりきりダンジョン -月の章-

### 吹き替え
- 新酔拳（馮勇）
- 戦場のジャーナリスト（ブライアン・ポハンカ）